# Juneteenth
Juneteenth (ufficialmente Giornata Nazionale dell'Indipendenza del Juneteenth e storicamente noto come Giornata dell'Indipendenza e Giornata dell'Emancipazione) è una festa federale degli Stati Uniti che commemora la liberazione degli schiavi afroamericani.
La ricorrenza è nata a Galveston, in Texas, e viene celebrata ogni anno il 19 giugno in varie parti degli Stati Uniti dal 1866. Il Juneteenth è stato riconosciuto come festa federale il 17 giugno 2021, quando il presidente degli Stati Uniti d'America Joe Biden ha firmato la legge del Juneteenth National Independence Day. È stata scelta la data del 19 giugno per la ricorrenza perché il 19 giugno del 1865 il generale dell'esercito dell'Unione Gordon Granger proclamò l'obbligo di liberare tutti gli schiavi del Texas, l'ultimo stato della Confederazione a non aver ancora abolito la schiavitù.

## Celebrazioni e tradizioni

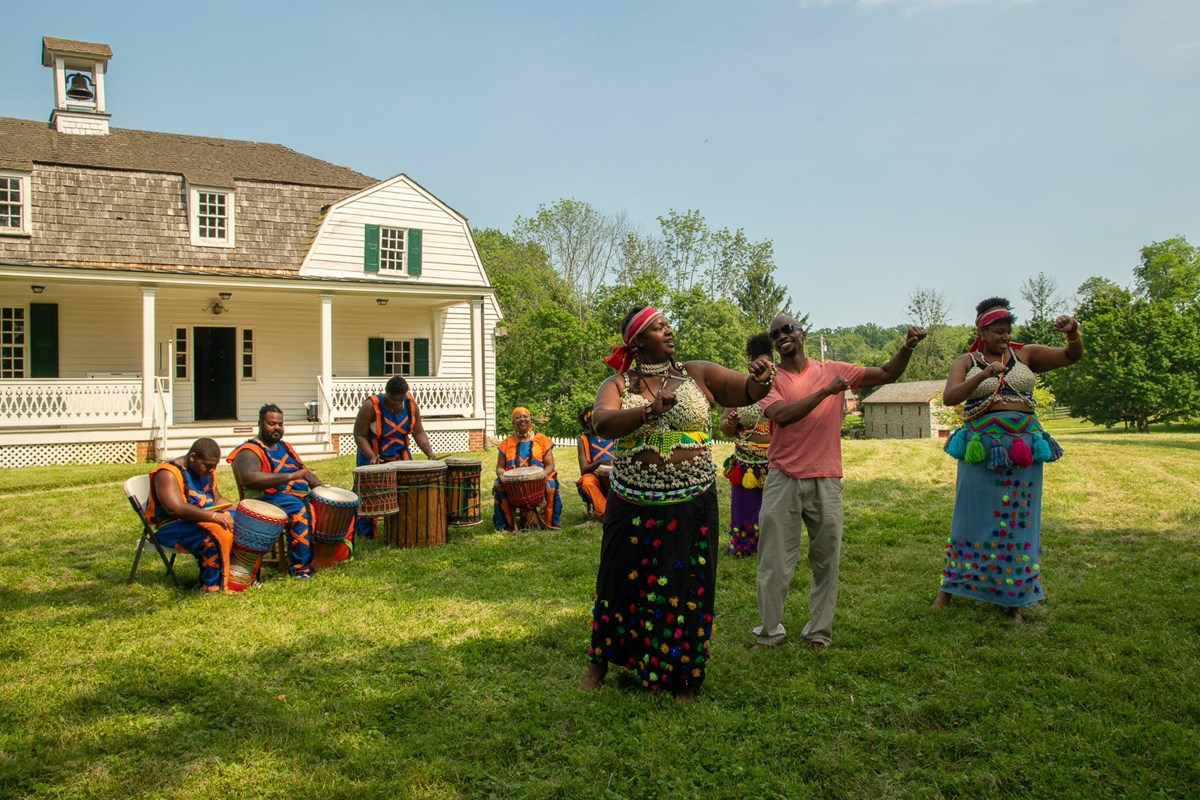
Danze e musiche tradizionali africane eseguite per il Juneteenth, 2019.

La festa è considerata la "festa afro-americana più longeva" ed è stata chiamata "il secondo Giorno dell'Indipendenza dell'America". Juneteenth cade il 19 giugno ed è stato spesso celebrato il terzo sabato di giugno. Lo storico Mitch Kachun ritiene che le celebrazioni per la fine della schiavitù abbiano tre obiettivi: "celebrare, educare e agitare".
Le prime celebrazioni consistevano nel baseball, nella pesca e nei rodei. Agli afroamericani era spesso vietato utilizzare le strutture pubbliche per le loro celebrazioni, quindi spesso venivano tenute nelle chiese o vicino all'acqua. Le celebrazioni erano caratterizzate da pasti elaborati e abbondanti e da persone che indossavano i loro abiti migliori. Era comune per le persone precedentemente schiavizzate e i loro discendenti fare un pellegrinaggio a Galveston. Quando i primi festival ricevettero copertura giornalistica, Janice Hume e Noah Arceneaux ritengono che "servissero ad assimilare le memorie afroamericane all'interno della 'storia americana' dominante".
L'osservanza oggi è principalmente nelle celebrazioni locali. In molti luoghi, Juneteenth è diventata una festa multiculturale. Le tradizioni includono letture pubbliche del Proclama di emancipazione che prometteva la libertà, il canto di canzoni tradizionali come "Swing Low, Sweet Chariot" e "Lift Every Voice and Sing", e la lettura di opere di noti scrittori afro-americani, come Ralph Ellison e Maya Angelou. Le celebrazioni includono picnic, rodei, fiere di strada, grigliate, riunioni di famiglia, feste nel parco, rievocazioni storiche, festival blues e concorsi di Miss Juneteenth. Cibi e bevande rossi sono tradizionali durante le celebrazioni, tra cui la torta red velvet e la soda alla fragola, dove il rosso significa resilienza e gioia.
Le celebrazioni del Juneteenth includono spesso conferenze e mostre sulla cultura afro-americana. La vacanza moderna pone molta enfasi sull'insegnamento del patrimonio afro-americano. Karen M. Thomas ha scritto su Emerge che "i leader della comunità si sono attaccati a [Juneteenth] per contribuire a instillare un senso di eredità e orgoglio nella gioventù nera". Le celebrazioni sono comunemente accompagnate da sforzi di registrazione degli elettori, dalla rappresentazione di opere teatrali e dal racconto di storie. La festa è anche una celebrazione del cibo dell'anima e di altri cibi con influenze afro-americane. In Tourism Review International, Anne Donovan e Karen DeBres scrivono che "Il barbecue è il fulcro della maggior parte delle celebrazioni del Juneteenth". Le principali reti di notizie ora ospitano speciali e maratone sui punti vendita nazionali con importanti voci di cantanti neri.
I Black Seminoles di Nacimiento in Messico tengono un festival e una riunione, noto come el Día de los Negros, il 19 giugno. Molte ex colonie britanniche celebrano il Giorno dell’Emancipazione il 1º agosto, commemorando lo Slavery Abolition Act del 1833. Dal 2021, le Nazioni Unite hanno designato il 31 agosto come Giornata Internazionale per le Persone di Discendenza Africana.

## Storia
Il 22 settembre 1862, il presidente Abraham Lincoln annunciò che il Proclama di emancipazione sarebbe entrato in vigore il 1º gennaio 1863, promettendo la libertà alle persone schiavizzate in tutte le parti ribelli degli stati meridionali della Confederazione, compreso il Texas. L'attuazione del Proclama generalmente si basava sull'avanzata delle truppe dell'Unione. Il Texas, essendo lo Stato più remoto dell'ex Confederazione, aveva visto un'espansione della schiavitù perché la presenza delle truppe dell'Unione era bassa alla fine della guerra civile americana; quindi, l'applicazione della proclamazione di emancipazione era stata lenta e incoerente prima dell'ordine di Granger. In tutto il 19 giugno 1865, 900 giorni dopo l'entrata in vigore della proclamazione di emancipazione, 71 giorni dopo la resa di Robert E. Lee all'Unione il 9 aprile 1865 e 24 giorni dopo lo scioglimento del dipartimento militare confederato che copriva Texas il 26 maggio 1865.

### Storia antica

#### La guerra civile e le celebrazioni dell'emancipazione

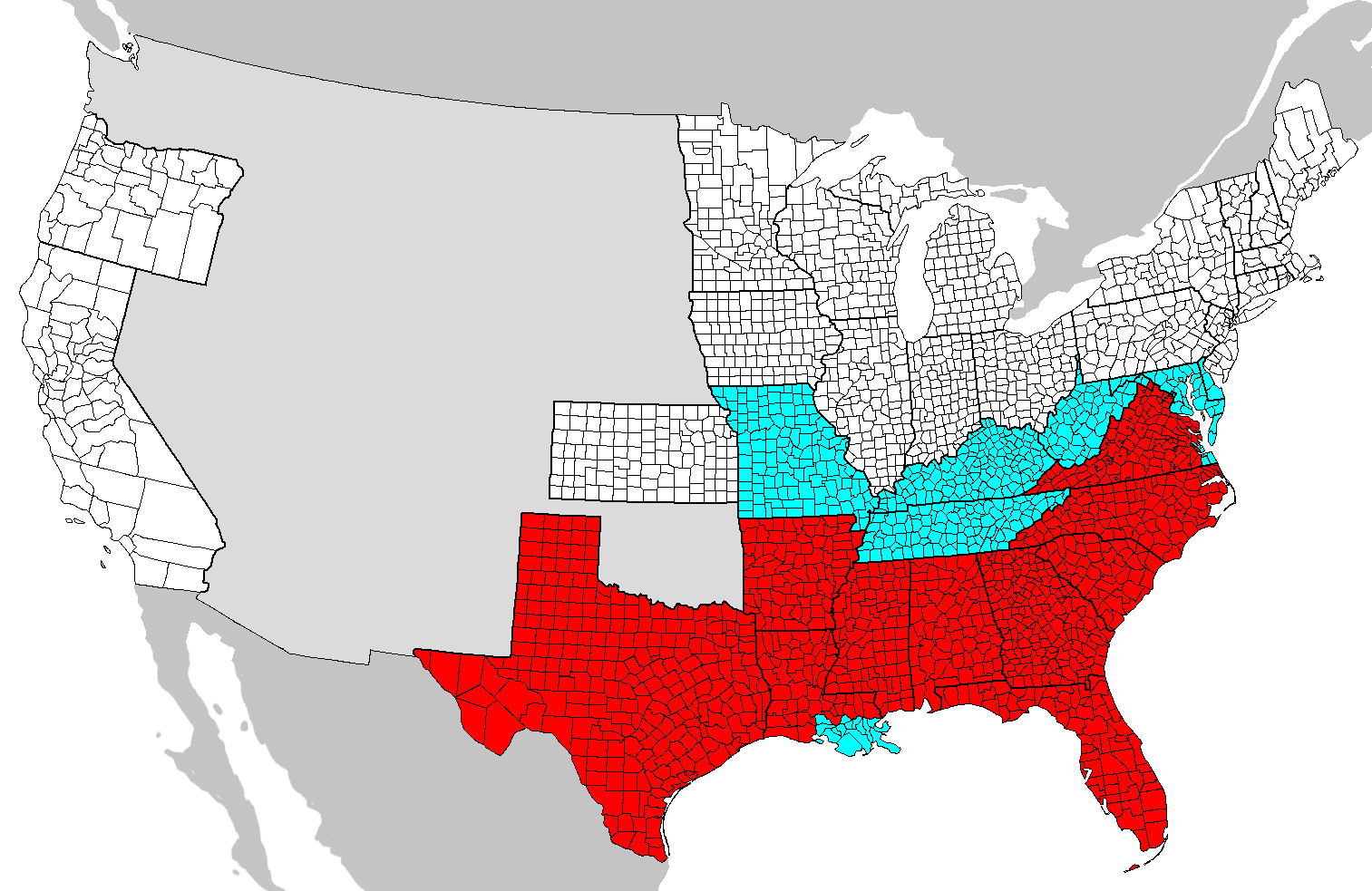
Le aree coperte dal Proclama di emancipazione sono in rosso. Le aree di detenzione degli schiavi non coperte sono in blu.

Durante la guerra civile americana (1861–1865), l'emancipazione avvenne in tempi diversi in diverse parti degli Stati Uniti meridionali. Grandi celebrazioni di emancipazione, spesso chiamate Giubilei (ricordando il Giubileo biblico, in cui venivano liberate le persone schiavizzate), si svolgevano il 22 settembre, 1 gennaio, 4 luglio, 1 agosto, 6 aprile e 1 novembre, tra le altre date. Quando finalmente l'emancipazione arrivò in Texas, il 19 giugno 1865, quando la ribellione del sud crollò, i festeggiamenti furono diffusi. Sebbene quella data non abbia effettivamente segnato la fine inequivocabile della schiavitù, anche in Texas, il 19 giugno è diventato un giorno di commemorazione condivisa in tutti gli Stati Uniti – creato, preservato e diffuso dai comuni afroamericani – della fine della schiavitù in tempo di guerra.

#### Fine della schiavitù in Texas

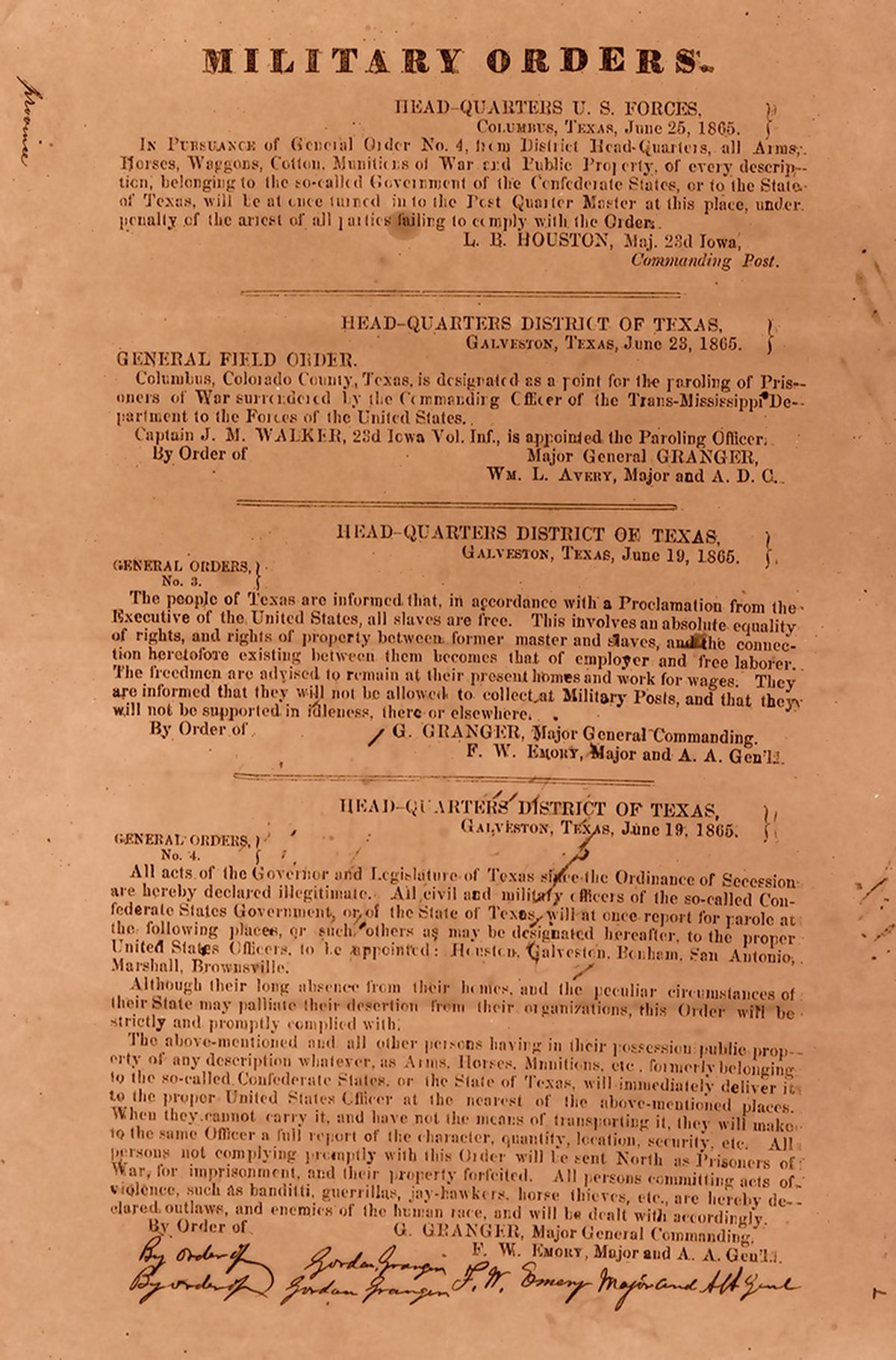
Ordine generale n. 3, 19 giugno 1865.

Lincoln emanò il Proclama preliminare di emancipazione nel mezzo della guerra civile il 22 settembre 1862, dichiarando che se i ribelli non avessero posto fine ai combattimenti e non si fossero uniti all'Unione, tutte le persone schiavizzate nella Confederazione sarebbero state liberate il primo giorno dell'anno. Il 1º gennaio 1863, Lincoln emanò il Proclama di emancipazione finale, dichiarando che tutte le persone schiavizzate negli Stati Confederati d'America in ribellione e non nelle mani dell'Unione sarebbero state liberate.
Piantatori e altri proprietari di schiavi dagli Stati orientali erano emigrati in Texas per sfuggire ai combattimenti, e molti portarono con sé persone schiavizzate, aumentando di migliaia la popolazione schiava nello stato alla fine della guerra civile. Sebbene la maggior parte vivesse in aree rurali, nel 1860 più di 1.000 risiedevano a Galveston o Houston, con diverse centinaia in altre grandi città. Nel 1865 si contavano circa 250.000 schiavi in Texas.

Nonostante la resa del generale in capo confederato Robert E. Lee all'Appomattox Court House il 9 aprile 1865, l'esercito confederato occidentale del Trans-Mississippi non si arrese formalmente fino al 2 giugno. La mattina del 19 giugno Nel 1865, il maggiore generale dell'Unione Gordon Granger arrivò sull'isola di Galveston per prendere il comando delle oltre 2.000 truppe federali recentemente sbarcate nel dipartimento del Texas per imporre l'emancipazione della popolazione schiavizzata e supervisionare la ricostruzione, annullando tutte le leggi approvate all'interno del Texas durante la guerra da parte dei legislatori confederati. L'ordine informava tutti i texani che, in conformità con una proclamazione dell'esecutivo degli Stati Uniti, tutte le persone schiavizzate erano libere:
Il popolo del Texas è informato che, secondo un proclama dell'Esecutivo degli Stati Uniti, tutti gli schiavi sono liberi. Ciò implica un'assoluta uguaglianza dei diritti personali e dei diritti di proprietà tra gli ex padroni e gli schiavi, e il collegamento che esisteva finora tra loro diventa quello tra datore di lavoro e lavoro salariato. Si consiglia ai liberti di restare tranquillamente nelle loro attuali case e di lavorare per un salario. Vengono informati che non potranno radunarsi presso le postazioni militari e che non saranno aiutati nell'ozio né lì né altrove. 
Una leggenda metropolitana di lunga data colloca una lettura storica dell'Ordine Generale n. 3 ad Ashton Villa; ma nessuna prova storica supporta questa affermazione. Non ci sono prove che Granger o qualcuno delle sue truppe abbia proclamato l'ordinanza leggendola ad alta voce. Tutte le indicazioni indicano che copie dell'ordinanza sono state affisse in luoghi pubblici, inclusa la Negro Church a Broadway, da allora ribattezzata Reedy Chapel AME Church.
Il 21 giugno 2014, la Galveston Historical Foundation e la Texas Historical Commission hanno eretto una targa Juneteenth dove un tempo sorgeva l'Osterman Building, a indicare l'ubicazione del quartier generale dell'Unione del Maggiore Generale Granger, che si ritiene fosse il luogo in cui emetteva i suoi ordini generali.
Sebbene questo evento commemori la fine della schiavitù, l'emancipazione per i rimanenti schiavi in due Stati di confine dell'Unione, Delaware e Kentucky, non sarebbe arrivata fino al 6 dicembre 1865, quando fu ratificato il tredicesimo emendamento; inoltre, migliaia di schiavi neri non furono liberati fino a dopo i trattati di ricostruzione della fine del 1866, quando tribù come Cherokee, Creek, Chickasaw e altre furono costrette a firmare nuovi trattati che richiedevano loro di liberare i loro schiavi.
La libertà delle persone precedentemente schiavizzate in Texas ottenne lo status di legge statale in una serie di decisioni della Corte Suprema del Texas tra il 1868 e il 1874.

#### Festeggiamenti di inizio giugno
Gli ex schiavi di Galveston si rallegrarono dopo l'ordine generale n. 3. Un anno dopo, il 19 giugno 1866, i liberti del Texas organizzarono la prima di quelle che divennero le commemorazioni annuali del "Giorno del Giubileo". Le prime celebrazioni furono usate come manifestazioni politiche per dare istruzioni di voto agli afroamericani appena liberati. Altre celebrazioni sull'indipendenza si sono verificate l'1 o il 4 gennaio.
In alcune città, ai neri è stato vietato l’uso dei parchi pubblici a causa della segregazione delle strutture sponsorizzata dallo Stato. In alcune parti del Texas, le persone liberate hanno messo insieme i loro fondi per acquistare terreni per celebrare le loro celebrazioni. La giornata fu celebrata per la prima volta ad Austin nel 1867 sotto gli auspici del Freedmen's Bureau (un'agenzia governativa statunitense impegnata nella ricostruzione post-guerra civile americana), ed era stata inserita in un "calendario di eventi pubblici" nel 1872. Quell'anno, i leader neri in Texas raccolsero 1.000 dollari per l'acquisto di 10 acri (4 ettari) di terreno, oggi noto come Houston's Emancipation Park, per celebrare il Juneteenth.
L'osservazione attirò presto migliaia di partecipanti in tutto il Texas. Nella contea di Limestone, circa 30.000 neri hanno festeggiato al Booker T. Washington Park, fondato nel 1898 per le celebrazioni del Juneteenth. La comunità nera iniziò a usare la parola Juneteenth per il Giorno del Giubileo all'inizio degli anni novanta dell'Ottocento. La parola Juneteenth apparve stampata sul Brenham Weekly Banner, un giornale bianco di Brenham, Texas, già nel 1891. Menzioni di celebrazioni Juneteenth al di fuori del Texas apparvero già nel 1909 a Shreveport, Louisiana.

#### Declino delle celebrazioni durante l'era di Jim Crow

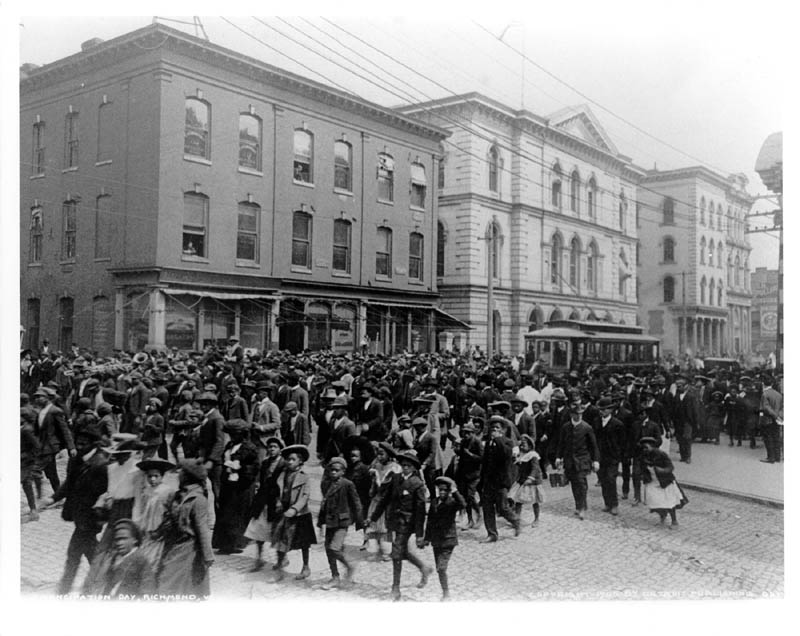
Celebrazione del Giorno dell'Emancipazione a Richmond, Virginia, 1905.

All'inizio del XX secolo, le forze economiche e politiche portarono a un calo delle celebrazioni del Juneteenth. Dal 1890 al 1908, il Texas e tutti gli ex stati confederati approvarono nuove costituzioni o emendamenti che di fatto privarono i neri dei diritti civili, escludendoli dal processo politico. Le legislature statali dominate dai bianchi approvarono le leggi Jim Crow che imponevano uno status di seconda classe. Gladys L. Knight scrive che il declino dei festeggiamenti era in parte dovuto al fatto che "i neri in ascesa... si vergognavano del loro passato di schiavi e aspiravano ad assimilarsi nella cultura tradizionale. Le generazioni più giovani di neri, sempre più allontanate dalla schiavitù, erano occupate con scuola... e altre attività." Altri che sono emigrati negli Stati Uniti settentrionali non hanno potuto prendersi una pausa o semplicemente hanno rinunciato ai festeggiamenti.

La Grande Depressione costrinse molti neri a lasciare le fattorie e a trasferirsi nelle città per trovare lavoro, dove avevano difficoltà a prendersi un giorno libero per festeggiare. Dal 1936 al 1951, la Texas State Fair servì come destinazione per celebrare la festa, contribuendo alla sua rinascita. Nel 1936, si stima che tra le 150.000 e le 200.000 persone si unirono ai festeggiamenti della festività a Dallas. Nel 1938, il governatore del Texas James Allred emise un proclama affermando in parte: 
Considerato che i negri nello Stato del Texas osservano il 19 giugno come giorno ufficiale per la celebrazione dell'emancipazione dalla schiavitù; e
Considerando che il 19 giugno 1865 era la data in cui il generale [Gordon] Granger, che aveva il comando del distretto militare del Texas, emise un proclama in cui notificava ai negri del Texas che erano liberi; e
Considerando che, da allora, i negri del Texas hanno osservato questo giorno con un'adeguata cerimonia festiva, tranne negli anni in cui il giorno cade di domenica; quando al Governatore dello Stato viene chiesto di proclamare il giorno successivo festa per l'osservanza dello Stato da parte dei negri; e
Invece il 19 giugno 1938 quest'anno cade di domenica; ORA, QUINDI, IO, JAMES V. ALLRED, Governatore dello Stato del Texas, metto da parte e proclamo il giorno del 20 giugno 1938, come data per l'osservanza del GIORNO DELL'EMANCIPAZIONE

in Texas, ed esortiamo tutti i membri della razza negra del Texas a osservare la giornata in un modo adeguato alla sua importanza per loro.
Settantamila persone parteciparono al "Juneteenth Jamboree" nel 1951. Dal 1940 al 1970, nella seconda ondata della Grande Migrazione, più di cinque milioni di neri lasciarono il Texas, la Louisiana e altre parti del sud per il nord e il Costa ovest. Come scrive la storica Isabel Wilkerson, "La gente del Texas portò il Juneteenth Day a Los Angeles, Oakland, Seattle e in altri posti in cui andarono". Nel 1945, Juneteenth fu introdotto a San Francisco da un migrante dal Texas, Wesley Johnson.
Durante gli anni Cinquanta e Sessanta, il Movimento per i diritti civili concentrò l’attenzione degli afroamericani sull’espansione della libertà e sull’integrazione. Di conseguenza, le osservazioni sulla festività diminuirono nuovamente, sebbene fosse ancora celebrata in Texas.

### Rinascita delle celebrazioni

#### Anni '60 -'80

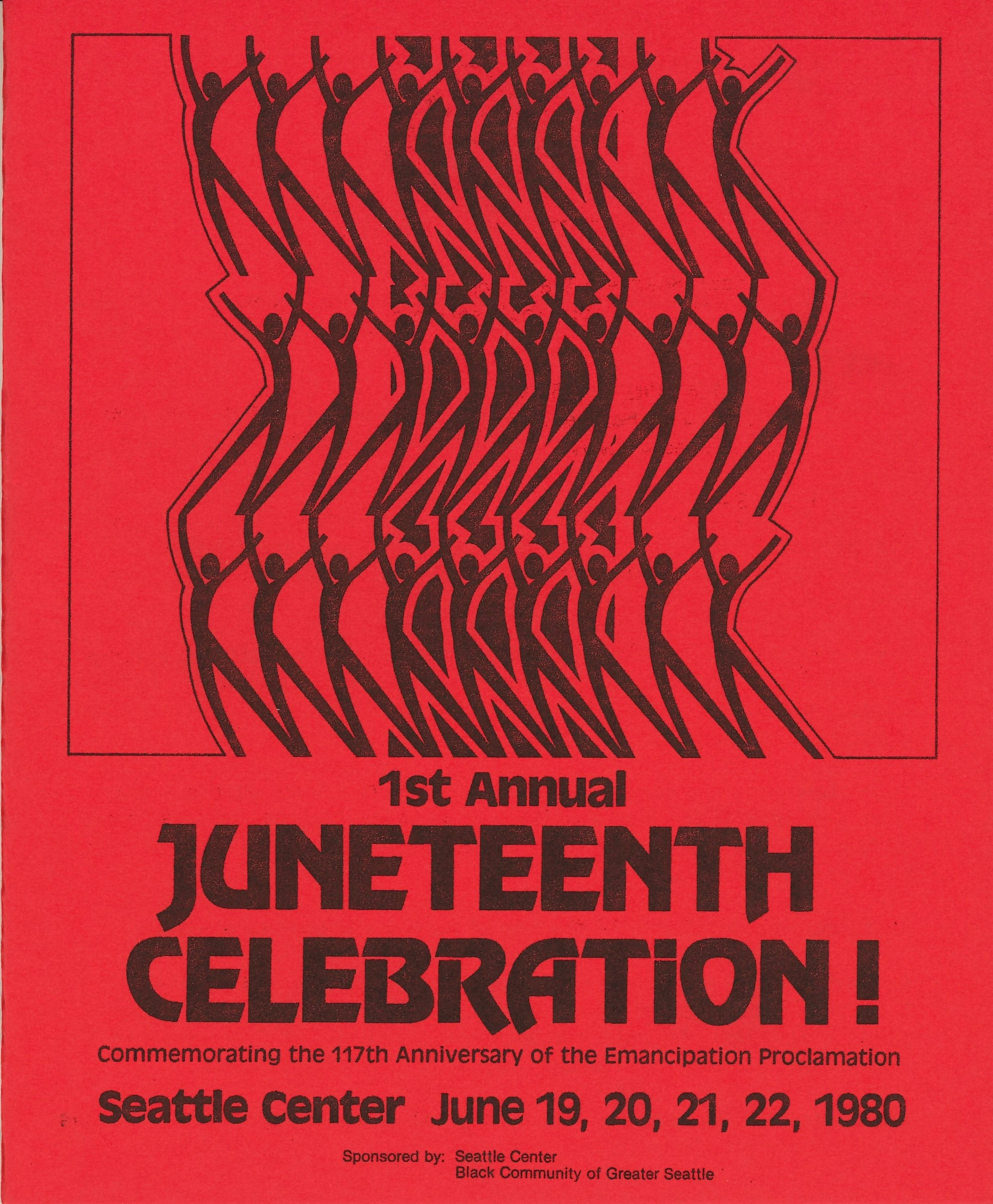
Volantino per una celebrazione del Juneteenth del 1980 al Seattle Center (un centro di intrattenimento, istruzione, turismo e arti dello spettacolo situato nel quartiere Lower Queen Anne di Seattle, Washington).

Juneteenth vide presto una rinascita quando i neri iniziarono a legare la loro lotta a quella per porre fine alla schiavitù. Ad Atlanta, alcuni attivisti per l'uguaglianza indossavano i bottoni Juneteenth. Durante la campagna dei poveri del 1968 a Washington, DC, indetta dal Rev. Ralph Abernathy, la Southern Christian Leadership Conference rese il 19 giugno la "Giornata di solidarietà della campagna dei poveri". Nel successivo revival, emersero grandi celebrazioni a Minneapolis e Milwaukee, così come negli Stati Uniti orientali.
Nel 1974, Houston ricominciò a organizzare celebrazioni su larga scala, e Fort Worth, Texas, seguì l'anno successivo, in cui circa 30.000 persone parteciparono ai festeggiamenti al Sycamore Park di Fort Worth. La celebrazione di Milwaukee del 1978 è stata descritta come un'attrazione di oltre 100.000 partecipanti. Nel 1979, la legislatura del Texas rese l'occasione una festa di Stato. Alla fine degli anni '80, ci furono grandi celebrazioni del Juneteenth in California, Wisconsin, Illinois, Georgia e Washington, D.C.

#### Colazione di preghiera e celebrazioni commemorative

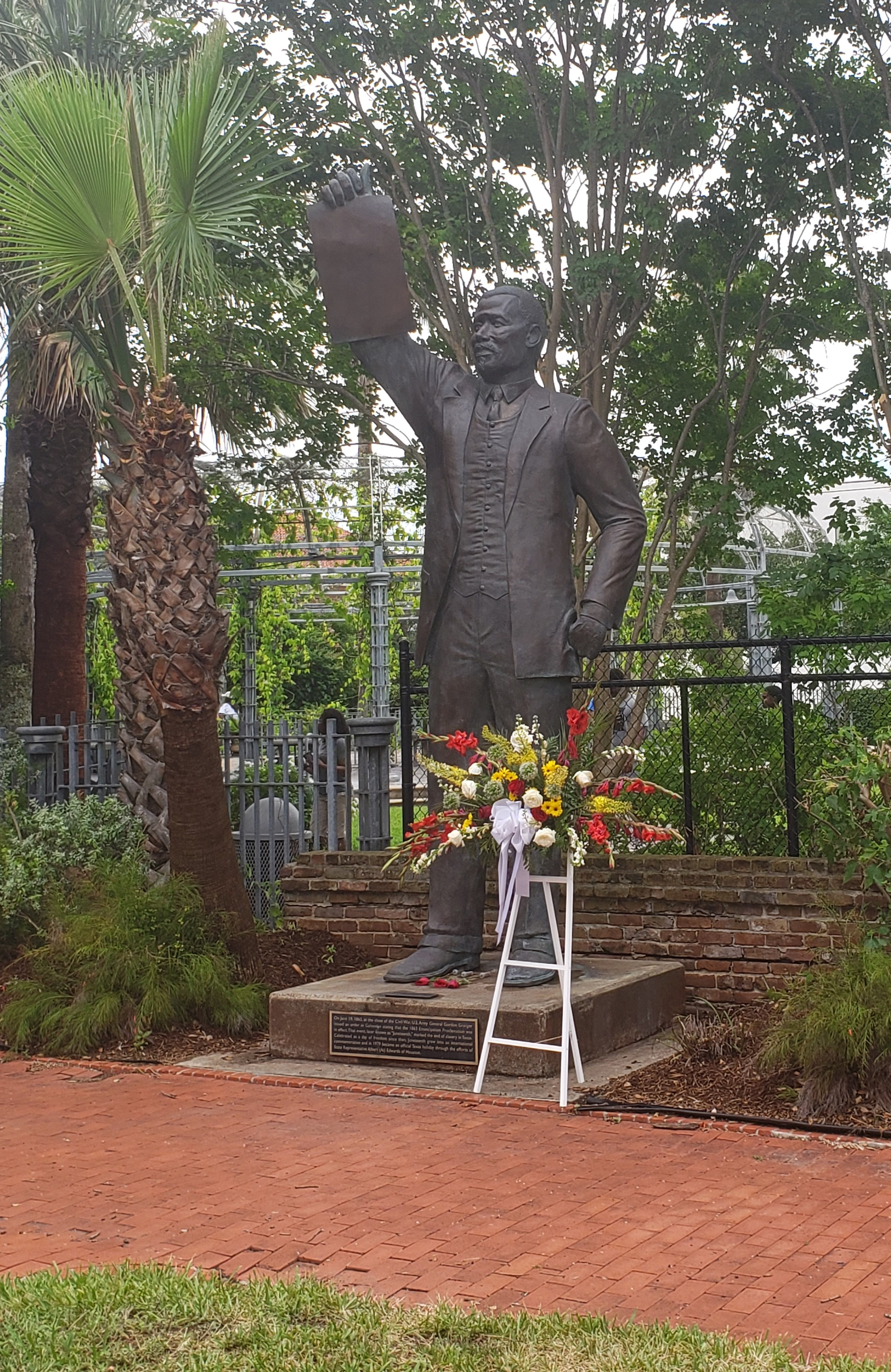
Statua di Al Edwards

Nel 1979, il rappresentante dello Stato democratico Al Edwards di Houston sponsorizzò con successo la legislazione per rendere Juneteenth una festa statale retribuita del Texas. Lo stesso anno, ospitò la colazione di preghiera inaugurale di Al Edwards e la celebrazione commemorativa sul terreno della casa del 1859, Ashton Villa. Essendo uno dei pochi edifici esistenti dell'era della Guerra Civile e popolare nei miti e nelle leggende locali come sede dell'ordine del Maggiore Generale Granger, la celebrazione annuale di Edwards include uno storico locale vestito da generale dell'Unione che legge l'Ordine Generale n. 3 dal balcone del secondo piano della casa. Viene letto anche il Proclama di emancipazione e vengono pronunciati discorsi. Il deputato Al Edwards è morto per cause naturali il 29 aprile 2020, all'età di 83 anni, ma l'annuale colazione di preghiera e la celebrazione commemorativa sono continuate ad Ashton Villa, con il figlio del defunto legislatore Jason Edwards che ha parlato al posto di suo padre.

#### Riconoscimenti ufficiali a livello statale
Alla fine degli anni '70, quando la legislatura del Texas dichiarò Juneteenth una "festa importante... soprattutto per i neri del Texas", divenne il primo stato a istituire Juneteenth come festa statale. Il disegno di legge passò attraverso la legislatura del Texas nel 1979 e fu ufficialmente reso festivo il 1 gennaio 1980. Prima del 2000, altri tre stati degli Stati Uniti osservarono ufficialmente questo giorno, e nei due decenni successivi fu riconosciuto come un'osservanza ufficiale in tutti gli stati, ad eccezione del South Dakota, fino a diventare una festa federale.

#### Juneteenth nella cultura pop e nei mass media
Dagli anni '80 e '90, la festa è stata celebrata più ampiamente tra le comunità afro-americane e ha visto una crescente attenzione da parte del mainstream negli Stati Uniti. Nel 1991, ci fu una mostra presso l'Anacostia Community Museum (parte dello Smithsonian Institution) intitolata "Juneteenth '91, Freedom Revisited". Nel 1994, un gruppo di leader della comunità si riunì presso la Christian Unity Baptist Church di New Orleans per lavorare per una maggiore celebrazione nazionale del Juneteenth. Gli espatriati lo hanno celebrato in città estere, come Parigi. Alcune basi militari statunitensi in altri paesi sponsorizzano celebrazioni, oltre a quelle di gruppi privati. Nel 1999 fu pubblicato il romanzo Juneteenth di Ralph Ellison, che aumentò il riconoscimento della festività. Nel 2006, almeno 200 città hanno celebrato la giornata.
Nel 1997, l'attivista Ben Haith creò la bandiera Juneteenth, che fu ulteriormente perfezionata dall'illustratrice Lisa Jeanne Graf. Nel 2000, la bandiera fu issata per la prima volta al Roxbury Heritage State Park di Boston da Haith. La stella al centro rappresenta il Texas e l'estensione della libertà per tutti gli afroamericani in tutta la nazione. L'esplosione attorno alla stella rappresenta una nova e la curva rossa rappresenta un orizzonte, che simboleggia una nuova era per gli afroamericani. I colori rosso, bianco e blu rappresentano la bandiera americana, il che dimostra che gli afroamericani e i loro antenati ridotti in schiavitù sono americani, e la fede nazionale nella libertà e nella giustizia per tutti i cittadini.
La festività ha guadagnato notorietà al di fuori delle comunità afroamericane attraverso rappresentazioni nei media, come episodi delle serie TV Atlanta (2016) e Black-ish (2017), dove quest'ultimai presentava brani musicali sulla festività di Aloe Blacc, Le radici, e Fonzworth Bentley. Nel 2018, Apple ha aggiunto Juneteenth ai suoi calendari in IOS durante le festività ufficiali degli Stati Uniti. Alcune aziende private hanno adottato il Juneteenth come giorno libero retribuito per i dipendenti, mentre altre hanno ufficialmente contrassegnato la giornata in altri modi, come un momento di silenzio.
Nel 2020, diverse aziende americane e istituzioni educative, tra cui Twitter, la National Football League, Nike, hanno iniziato a considerare Juneteenth come una festività aziendale, fornendo un giorno libero retribuito ai propri dipendenti, e Google Calendar ha aggiunto Juneteenth al calendario delle festività statunitensi. Sempre nel 2020, un certo numero di importanti università hanno riconosciuto formalmente Juneteenth, come "giornata di riflessione" o come vacanza universitaria con ferie retribuite per docenti e personale.
Il film del 2020 sulla cultura dello spettacolo natalizio, Miss Juneteenth, celebra le donne afroamericane che sono "determinate a resistere da sole", mentre una madre intraprendente sta "superando la tendenza sessista nella sua comunità a mantenere le donne al loro posto."

#### Riconoscimento come festa federale

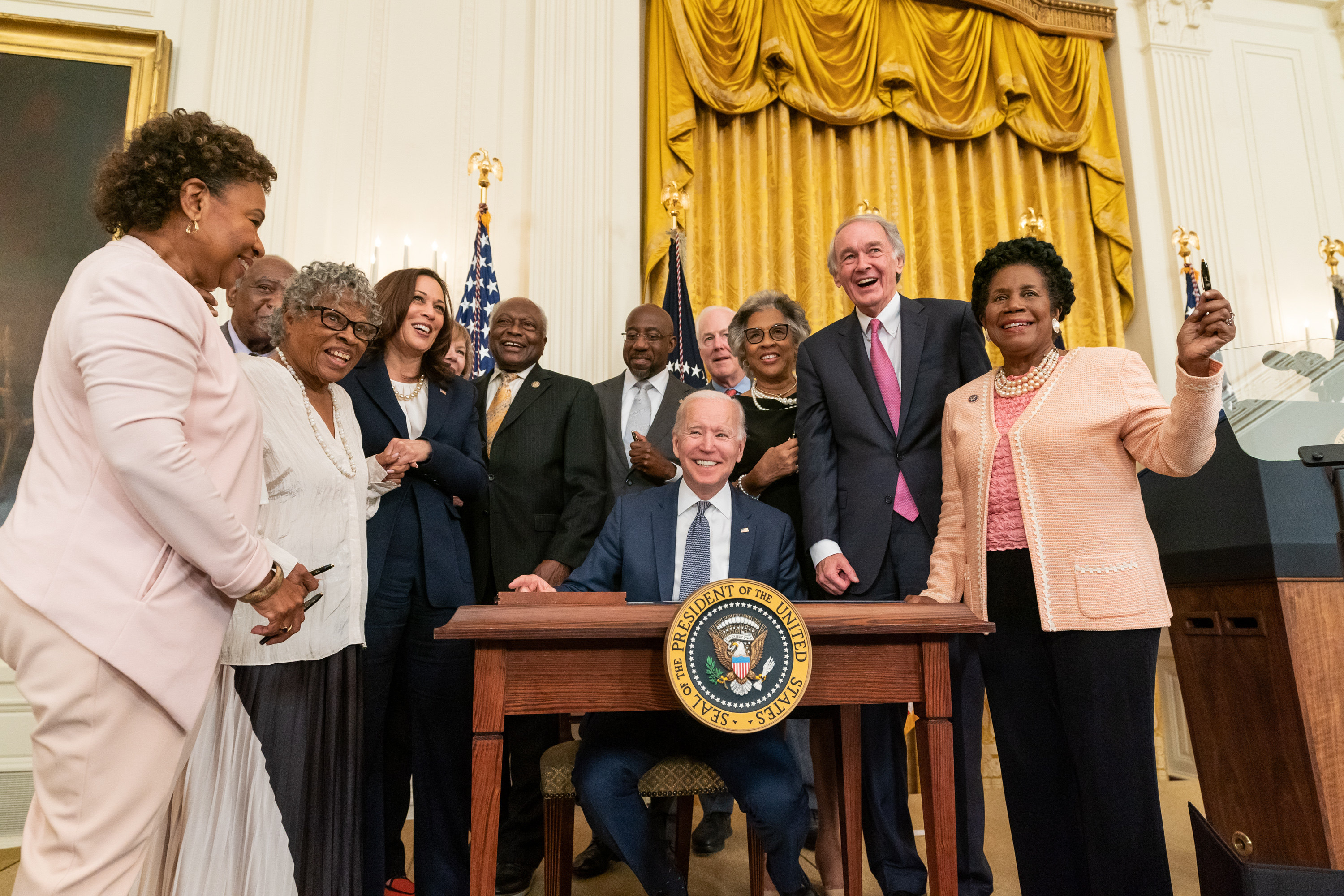
Il presidente Joe Biden ha convertito in legge il Juneteenth National Independence Day Act, il 17 giugno 2021. Opal Lee è la terza da sinistra.

Nel 1996, la prima legislazione federale a riconoscere il "Juneteenth Independence Day" è stata introdotta nella Camera dei rappresentanti degli Stati Uniti, HJ Res. 195, sponsorizzato da Barbara-Rose Collins (D-MI). Nel 1997, il Congresso ha riconosciuto la giornata attraverso la Risoluzione congiunta 11 del Senato e la Risoluzione congiunta 56 della Camera. Nel 2013, il Senato degli Stati Uniti ha approvato la Risoluzione 175 del Senato, riconoscendo Lula Briggs Galloway (defunto presidente della National Association of Juneteenth Lineage), che "ha lavorato con successo per portare il riconoscimento nazionale al Juneteenth Independence Day", e la continua leadership della National Juneteenth Observance Foundation.
Negli anni 2000 e 2010, gli attivisti hanno continuato un lungo processo per spingere il Congresso verso il riconoscimento ufficiale di Juneteenth. Organizzazioni come la National Juneteenth Observance Foundation hanno cercato una designazione del Congresso di Juneteenth come giornata nazionale di osservanza. Nel 2016, 45 stati hanno riconosciuto l'occasione. L'attivista Opal Lee, spesso definita la "nonna di Juneteenth", ha condotto una campagna per decenni per rendere Juneteenth una festa federale, organizzando marce in molti stati per promuovere l'idea. Nel 2016-2017, all'età di 89 anni, ha condotto una passeggiata simbolica da Fort Worth, Texas a Washington DC per sostenere la festa federale. Quando il 17 giugno 2021 il Juneteenth è stato ufficialmente reso un giorno festivo federale, era in piedi accanto al presidente Joe Biden mentre firmava il disegno di legge.
Juneteenth è diventata una delle cinque festività federali con data specifica insieme a Capodanno (1 gennaio), Giorno dell'Indipendenza (4 luglio), Giorno dei Veterani (11 novembre) e Giorno di Natale (25 dicembre). Juneteenth è la prima nuova festività federale da quando il Martin Luther King Jr. Day è stato dichiarato festivo nel 1986. Juneteenth rientra anche nel periodo legale degli Honor America Days, che dura 21 giorni dal Flag Day (14 giugno) al Giorno dell’Indipendenza.

## Rispetto della legge

### Festività statali e locali
Il Texas è stato il primo stato a riconoscere la data mediante una legge emanata, nel 1980. Nel 2002, otto stati hanno riconosciuto ufficialmente Juneteenth e quattro anni dopo 15 Stati hanno riconosciuto la festività. Nel 2008, poco più della metà degli Stati ha riconosciuto in qualche modo Juneteenth. Entro il 2019, 47 stati e il Distretto di Columbia hanno riconosciuto Juneteenth, sebbene a partire dal 2020 solo il Texas avesse adottato tale giorno come "giorno di ferie retribuito" per i dipendenti statali.
Nel giugno 2019, il governatore della Pennsylvania Tom Wolf ha riconosciuto Juneteenth come festa nello Stato. Nel corso di un anno successivo all'omicidio di George Floyd avvenuto il 25 maggio 2020, nove stati hanno designato il Juneteenth come giorno di ferie retribuito, tra cui New York, Washington e Virginia. Nel 2020, il governatore del Massachusetts Charlie Baker ha emesso un proclama secondo cui il giorno sarebbe stato contrassegnato come "Juneteenth Independence Day". Ciò ha fatto seguito alla presentazione di progetti di legge da parte sia della Camera che del Senato per rendere il Juneteenth una festa di Stato. Baker non ha commentato specificamente questi progetti di legge, ma ha promesso di attribuire maggiore importanza all'osservanza del Juneteenth. Il giugno 2021, l'Illinois ha adottato una legge che modifica le sue festività cerimoniali in festività statali retribuite.
Anche alcune città e contee hanno riconosciuto Juneteenth tramite Proclama. Nel 2020, Juneteenth è stata formalmente riconosciuta dalla città di New York (come festività cittadina ufficiale annuale e vacanza scolastica pubblica, a partire dal 2021). La contea di Cook, Illinois, ha adottato un'ordinanza per rendere Juneteenth una festa retribuita della contea. La città e la contea di Honolulu lo riconoscono come una "giornata annuale di onore e riflessione", e Portland, Oregon (come un giorno di ricordo e azione e una vacanza retribuita per i dipendenti della città).
Il Nord Dakota ha approvato il riconoscimento di Juneteenth come festa annuale riconosciuta dallo Stato il 13 aprile 2021, con le Hawaii che sono diventate il 49º Stato a riconoscere la festività il 16 giugno 2021. Il 16 giugno Nel 2020, la governatrice del Sud Dakota Kristi Noem ha proclamato che il successivo 19 giugno 2020 sarebbe stato il Juneteenth Day solo per quell'anno, respingendo le richieste di riconoscimento annuale, piuttosto che solo per il 2020. Nel febbraio 2022 Dakota è diventato l'ultimo Stato a riconoscere Juneteenth come festa o osservanza annuale dello Stato. La sua legge prevedeva di seguire la legge federale ancor prima che fosse ufficiale. Il 2 maggio 2022, il governatore del Colorado Jared Polis ha firmato un disegno di legge che modifica l'osservanza cerimoniale dello Stato in una festa statale ed è ora l'undicesima festa statale in Colorado.
A partire dal 2024, 27 Stati e il Distretto di Columbia hanno reso Juneteenth una vacanza retribuita annualizzata per i dipendenti statali, mentre il resto ha mantenuto almeno un'osservanza cerimoniale (il consiglio del personale del New Mexico l'ha dichiarata una vacanza retribuita per i lavoratori, sebbene non sia una vacanza legale in quello Stato). Altri Stati possono osservarlo come ferie retribuite per i dipendenti statali, ma fare affidamento su una decisione, spesso del governatore, ogni anno, invece che perpetua per statuto, che può o meno verificarsi di nuovo l'anno successivo. Anche i governi locali, comprese le contee e i comuni, possono chiudere i propri uffici e retribuire le ferie dei propri lavoratori. La tabella seguente include solo le leggi statali con ferie perpetue, annuali e retribuite identificate dal Congressional Research Service nel 2023 o da fonti successive:
| Zona statale o insulare  | Prima osservanza ufficiale | Anno di riconoscimento come giorno di ferie statali retribuito |
| ------------------------ | -------------------------- | -------------------------------------------------------------- |
| California               | 2003                       | 2022                                                           |
| Colorado                 | 2004                       | 2022                                                           |
| Connecticut              | 2003                       | 2023                                                           |
| Delaware                 | 2000                       | 2021                                                           |
| Distretto della Colombia | 2003                       | 2021                                                           |
| Georgia                  | 2011                       | 2022                                                           |
| Idaho                    | 2001                       | 2021                                                           |
| Illinois                 | 2003                       | 2021                                                           |
| Kentucky                 | 2022                       | 2024                                                           |
| Louisiana                | 2003                       | 2021                                                           |
| Maine                    | 2011                       | 2021                                                           |
| Maryland                 | 2014                       | 2022                                                           |
| Massachusetts            | 2007                       | 2022                                                           |
| Minnesota                | 1996                       | 2023                                                           |
| Missouri                 | 2003                       | 2022                                                           |
| Nebraska                 | 2009                       | 2022                                                           |
| Nevada                   | 2011                       | 2022                                                           |
| New Jersey               | 2004                       | 2020 (Osservato il terzo venerdì di giugno)                    |
| Nuovo Messico            | 2006                       | 2022                                                           |
| New York                 | 2004                       | 2020                                                           |
| Ohio                     | 2006                       | 2021                                                           |
| Oregon                   | 2001                       | 2021                                                           |
| Sud Dakota               | 2021                       | 2022                                                           |
| Tennessee                | 2007                       | 2023                                                           |
| Texas                    | 1939                       | 1980                                                           |
| Utah                     | 2016                       | 2022                                                           |
| Vermont                  | 2007                       | 2024                                                           |
| Virginia                 | 2007                       | 2020                                                           |
| Washington               | 2007                       | 2021                                                           |

### Festa federale
Juneteenth è una festa federale negli Stati Uniti. Per decenni, attivisti e membri del congresso (guidati da molti afroamericani) hanno proposto leggi, sostenuto e creato sostegno per le osservanze statali e nazionali. Durante la sua campagna presidenziale nel giugno 2020, Joe Biden ha celebrato pubblicamente la festività. Il presidente Donald Trump, durante la sua campagna per la rielezione del 2020, ha aggiunto che la giornata diventa una festa nazionale come parte del suo "Piano Platinum per l'America nera". Spinto da Opal Lee, dal movimento per la giustizia razziale e dal Congressional Black Caucus, il 15 giugno 2021, il Senato ha approvato all'unanimità il Juneteenth National Independence Day Act, stabilendo il Juneteenth come festa federale. È passato alla Camera dei Rappresentanti con un voto 415-14 il 16 giugno.
Il presidente Joe Biden ha firmato il disegno di legge (Pub. L. 117–17) il 17 giugno 2021, rendendo il Juneteenth l'undicesima festa federale americana e la prima ad ottenere l'osservanza legale come festa federale da quando il Martin Luther King Jr. Day è stato designato nel 1983. Secondo il disegno di legge, i dipendenti del governo federale ora potranno prendersi un giorno libero ogni anno il 19 giugno, o se la data cade di sabato o domenica, avranno il giorno libero il venerdì o il lunedì più vicino al sabato o alla domenica in cui cade la data.